# Albert Kirrmann
Albert Kirrmann (* 28. Juni 1900 in Straßburg; † 10. März 1974) war ein französischer Chemiker (Organische Chemie, Naturstoffe).
Kirrmann studierte ab 1919 an der École normale supérieure (Paris) (ENS). 1929 wurde er bei Georges Dupont promoviert (Recherches sur les aldéhydes alpha-bromées et quelques uns de leurs dérivés). Er lehrte später an der Sorbonne (Lehrstuhl für theoretische Chemie) und der ENS (directeur adjointe, 1955 bis 1970) Chemie.
1952 erhielt er den Prix des trois physiciens. Kirrmann war Präsident der Société Chimique de France.
Er war Ritter der Ehrenlegion.
Zu seinen Schülern gehörte Pierre Duhamel.

## Schriften
- La chimie d'hier et d'aujourd'hui, Gauthier-Villars 1928
- mit  J. Martinet, B. Oddo: Pyrrole et composés pyrroliques - Pigments tétrapyrroliques - Noyaux pyrroliques complexes - Indigo et colorants indigoïdes, Traité de chimie organique (Hrsg. V. Grignard, G. Dupont u. a.),  Band 19, Masson 1942
- De l'université aux camps de concentration : témoignages strasbourgeois, Vorwort Prosper Alfaric,  Paris : Les Belles lettres, 1947
- Chimie, Larousse 1958
- Chimie organique, 3 Bände, Armand Colin, 1947 bis 1951, Neuauflage mit Jean Cantacuzène, Pierre Duhamel, 1971 bis 1975